# Polydesmus undeviginti
Polydesmus undeviginti är en mångfotingart som beskrevs av Pius Strasser 1971. Polydesmus undeviginti ingår i släktet Polydesmus och familjen plattdubbelfotingar. Inga underarter finns listade i Catalogue of Life.